# Paratrechina
Paratrechina é um gênero de formigas que se insere na subfamília Formicinae. Neste gênero constam, por exemplo, espécies como a "formiga-cuiabana" ou ainda uma espécie descoberta em 2008 que costuma se instalar em aparelhos eletrônicos.
A Paratrechina longicornis é conhecida pela sua grande rapidez de movimentação e é normalmente chamada de formiga louca ("Black Crazy Ant").